# Bassin de la Vilaine
Le bassin de la Vilaine est le bassin versant du fleuve Vilaine.

## Caractéristiques

### Généralités
Le bassin de la Vilaine s'étend entre 10 500 km2 et 11 000 km2, dans l'est et le sud-est de la Bretagne, en France. Il se jette dans l'océan Atlantique entre le golfe du Morbihan, à l'ouest, et l'estuaire de la Loire, au sud-est.
Le bassin comprend un fleuve principal, la Vilaine (218 km). Elle possède 7 affluents de plus de 50 km : l'Oust (137 km), le Don (119 km), la Seiche (97 km), le Meu (85 km), le Semnon (73 km), l'Isac (69 km) et la Chère (65 km). En plus de ces affluents, le bassin comporte 6 autres cours d'eau de plus de 50 km. 5 sont des affluents de l'Oust : l'Arz (66 km), l'Aff (65 km), la Claie (62 km), le Lié (60 km) et le Ninian (52 km) ; l'Yvel (58 km) est un affluent du Ninian.
Les bassins versants limitrophes sont :
- à l'est au sud : le bassin de la Loire, avec en particulier, à l'est, les sous-bassins de la Mayenne et de l'Oudon ;
- au nord : les bassins du Couesnon, de la Rance et de la baie de Saint-Brieuc ;
- à l'ouest : les bassins du Blavet et du golfe du Morbihan.

### Hydrographie
Le régime du bassin est de type pluvial océanique. Le graphique suivant recense le débit moyen mensuel de la Vilaine (en m³/s) mesuré entre 1970 et 2000 à Rieux, quelques kilomètres avant l'embouchure du fleuve.

### Population
Administrativement, le bassin s'étend sur deux régions, Bretagne et Pays de la Loire, six départements, Côtes-d'Armor (le cinquième sud-est du département), Ille-et-Vilaine (les deux-tiers sud), Loire-Atlantique (le tiers nord), Maine-et-Loire (4 communes à l'ouest), Mayenne (l'extrême ouest) et Morbihan (la moitié est). Au total, il regroupe environ 1 million d'habitants, le tiers étant situés dans l'agglomération de Rennes.

### SAGE Vilaine
Le bassin de la Vilaine est couvert par un Schéma d'aménagement et de gestion des eaux (SAGE), qui est un instrument de planification territoriale opposable à l'administration. Le premier SAGE Vilaine a été élaboré à partir de 1998 et publié par arrêté préfectoral en 2003. Avec pour principales actions : 
- Lutter contre les pollutions diffuses
- Protéger et sécuriser la distribution d’eau potable
- Mieux épurer les rejets domestiques et industriels
- Mieux connaître les débits et gérer les étiages
- Économiser l’eau potable
- Contractualiser les raccordements industriels aux services publics d’eau potable
- Maîtriser le développement de l’irrigation
- Vivre avec les crues : assurer la prévision, renforcer la prévention et engager les travaux nécessaires
- Optimiser la gestion des grands ouvrages
- Connaître et prendre en compte les eaux souterraines
- Les zones humides : la mesure 101 prévoit un mécanisme de désignation des zones humides locales par les communes elles-mêmes
- Les ruisseaux et rivières : la mesure 199 propose une définition simple des cours d’eau, qui doit être prise en compte par les communes dans l'aménagement du territoire communal
- Les étangs
- Retrouver des poissons de qualité
- Les végétaux envahissants
- L’exploitation de matériaux alluvionnaires
- Entretenir et valoriser la voie d’eau
- L’estuaire
- Soutenir le tissu associatif, sensibiliser, diffuser et informer

Le SAGE est en cours de révision et une nouvelle version devrait être mise à enquête publique à la fin 2013.

### Canaux
Le bassin de la Vilaine est relié au bassin de la Loire par le canal de Nantes à Brest (entre l'Isac et l'Erdre), au bassin du Blavet par ce même canal (entre l'Oust et le Blavet) et au bassin de la Rance par le canal d'Ille-et-Rance (entre l'Ille et la Rance).

## Cours d'eau
La liste suivante recense partiellement les cours d'eau les plus longs composant le bassin de la Vilaine. Elle est organisée de manière hiérarchique, en remontant de l'embouchure d'un cours d'eau vers sa source. Les lieux entre parenthèses correspondent aux communes situées au confluent du cours d'eau considéré avec celui dans lequel il se jette.
- Vilaine (Arzal, Pénestin)
  - Tohon
  - Trévelo (Béganne, Péaule)
  - Isac (Fégréac, Rieux)
  - Oust (Redon)
    - Arz (Saint-Perreux)
    - Aff (Glénac)
      - Oyon
      - Rahun

    - Claie (Saint-Congard)
    - Ninian (Montertelot)
      - Yvel
        - Doueff

    - Lié (Pleugriffet)

  - Canut de Renac
  - Don (Massérac)
    - Cône

  - Chère (Sainte-Anne-sur-Vilaine)
  - Semnon (près de Bourg-des-Comptes)
    - Brutz

  - Canut
  - Seiche (Bruz)
  - Meu (Goven)
    - Vaunoise

  - Flûme
  - Ille
  - Veuvre
  - Cantache
  - Valière

### Sujets voisins
- Liste des cours d'eau de France par bassin versant
- Vilaine